# Kamokuiki
Kamokuiki (o. 1795. – 27. rujna 1840.) bila je havajska plemkinja, baka kraljice Liliuokalani.

## Biografija
Kamokuiki je rođena oko 1795. godine. Njezin je otac bio poglavica Kanepawale, nazvan po bogu Kaneu, a majka joj se zvala Uaua.
Udala se za poglavicu Kamanawa II i rodila mu sina Cezara, koji je bio otac kralja Kalakaue. Bila je vrlo lijepa i muž ju je strastveno volio.
Oko 1830. rodila je kćer Kekahili. Kamanava je čuo glasine da on nije biološki otac djevojčice, već da je to Alapai II.
Kamokuiki je vjerovala da je spolni čin najviši način izražavanja svoje prirode, dok je Kamanawa bio kalvinističkog uvjerenja.
On i njegov pomoćnik otrovali su Kamokuiki, ali su za kaznu obješeni.